# El silencio de un hombre
El silencio de un hombre (en francés, Le Samouraï) es un drama minimalista de crímenes y suspense dirigido por Jean-Pierre Melville, estrenado en 1967. Esta película francesa cuenta con la actuación principal de Alain Delon, en el papel de Jef Costello.

## Sinopsis
Jef Costello (Alain Delon) es un asesino a sueldo cuya vida está regida por la vieja escuela y en ella priman el código del honor y el silencio. Nunca traicionaría a sus mentores, pero estos no han depositado la misma confianza en él y buscan el momento para hacerle desaparecer después de acometer un “encargo” y haber sido detenido por la policía.